# Sandbühl (Nürnberg)
Sandbühl ist eine Wüstung im Statistischen Bezirk 10 der kreisfreien Stadt Nürnberg.

## Geographie
Der ehemalige Einöde lag auf freier Flur auf einer Höhe von 302 m ü. NHN am linken Ufer der Pegnitz, südlich der Wöhrder Wiese. Unmittelbar östlich befand sich Vogelsgarten, 0,1 km westlich Flaschenhof, 0,1 km südöstlich Dürrenhof.

## Geschichte
Der Ort wurde als „Pulvermühl am Sandbühl vor dem Frauentor“, „Pulvermühl bei der Tullnau hinter den Vogels Garten“, oder „Pulvermühle hinter Wöhrd“ bezeichnet.
Sie wurde im 16. und 17. Jahrhundert als Pulvermühle betrieben und während dieser Zeit fünfmal durch Explosionen zerstört. Ab 1723 wurde sie als Spiegelglasschleiferei und Poliermühle genutzt.
Wann die Einöde Sandbühl entstand, ist unklar. Gegen Ende des 18. Jahrhunderts wurde der Ort auch als „die hohen Städel“ oder „Hoher Garten“ bezeichnet. Er bestand aus einem Wirtshaus, einer Stallmeisterwohnung und elf Ställen. Die Pulvermühle bei Sandbühl hatte 4 Anwesen (1 Spiegelfabrik, 1 Gut, 1 Haus). Das Hochgericht übte die Reichsstadt Nürnberg aus, was aber vom brandenburg-ansbachischen Vogtamt Schönberg bestritten wurde. Alleiniger Grundherr war das Zinsmeisteramt der Reichsstadt Nürnberg.
Im Rahmen des Gemeindeedikts wurde Sandbühl dem 1808 gebildeten Steuerdistrikt Gleißhammer und der im selben Jahr gegründeten Ruralgemeinde Gleißhammer zugeordnet. 1825 wurde Sandbühl nach Nürnberg eingemeindet.
Ab 1812 kam unter dem Inhaber Johann Zacharias Lotzbeck eine Mennigfabrik zur Herstellung von Spiegelfolien hinzu. Ab der Mitte des 19. Jahrhunderts bis 1924 stellte man die Produktion auf Graphit und Schmelztiegel um. 1930 zog wieder eine Glasschleiferei in die alte Mühle ein, die bis zu ihrer völligen Zerstörung 1943 v. a. Dickglas und Autoscheiben bearbeitete.

### Einwohnerentwicklung
| Jahr      | 001818 | 001824 | 001840 |
| Einwohner | 49     | 12     | 33     |
| Häuser    | 8      | 2      | 4      |
| Quelle    | [ 7 ]  | [ 5 ]  | [ 8 ]  |

## Religion
Der Ort war seit der Reformation überwiegend protestantisch. Ursprünglich waren die Einwohner evangelisch-lutherischer Konfession nach St. Lorenz (Nürnberg) gepfarrt, später nach St. Peter (Nürnberg).

## Weblink
- Mühle am Sandbühl auf der Website nuernberginfos.de